# Lucian Bute
Lucian Bute (n. 28 februarie 1980, Pechea, România) este un fost pugilist român-canadian care a fost campionul mondial IBF la supermijlocie timp de aproape 5 ani, perioadă în care și-a apărat titlul de 9 ori. Este originar din satul Pechea, județul Galați, născându-se acolo la fel ca verișoara sa Steluța Luca. În anul 2003 a devenit boxer profesionist, semnând un contract cu clubul canadian Interbox. Locuiește în orașul Montréal, dobândind și cetățenia canadiană în 2012. Are în palmares 30 de victorii din 32 de meciuri, dintre care 24 prin KO, fiind antrenat de Stéphan Larouche, cel care i-a antrenat și pe foștii campioni mondiali Éric Lucas și Leonard Doroftei.
În noiembrie 2007 a fost decorat cu Ordinul „Meritul Sportiv”, clasa I.

## Carieră
Ca amator, Bute a câștigat medalia de bronz în 1999 la Campionatul Mondial din Houston, Texas și medalia de aur în 2001 la jocurile Francofoniei.
Pe 15 iunie 2007, Bute îl înfruntă pe Sakio Bika în arena Centre Bell din Montréal într-un meci eliminatoriu pentru titlul IBF. Bute câștigă prin decizie unanimă (116-111, 118-109, 118-109) și obține dreptul de luptă pentru titlu împotriva campionului Alejandro Berrio.
Lucian Bute câștigă titlul de campion mondial versiunea IBF, pe 19 octombrie 2007, după un meci cu columbianul Alejandro Berrío.
Lucian Bute l-a învins pe deținătorul en-titre al centurii în runda a 11-a, prin Knock Out, după ce l-a forțat să intre într-un colț, unde i-a aplicat un croșeu, o directă și un upper-cut de stânga. El a ținut să îi mulțumească mamei sale, dar și întregii Românii pentru susținerea primită. Bute devine al treilea român care câștigă un titlu mondial la profesioniști după Leonard Doroftei și Mihai Leu.
De atunci, Bute și-a apărat titlul de nouă ori: împotriva americanului William Joppy prin Knock Out (29 februarie 2008), mexicanului Librado Andrade la puncte (24 octombrie 2008), columbianului Fulgencio Zúñiga prin Knock Out tehnic (13 martie 2009),
KO în repriza a patra împotriva lui Librado Andrade (29 noiembrie 2009),
KO după trei runde cu Edison Miranda (17 aprilie 2010), KO în runda a noua cu americanul Jesse Brinkley (15 octombrie 2010) , TKO în runda a zecea cu britanicul Brian Magee (20 martie 2011), TKO după patru runde cu francezul Jean-Paul Mendy și cu jamaicanul Glen Johnson la puncte după 12 reprize.
Pe 29 noiembrie 2009, Lucian Bute îl învinge prin KO în runda a patra pe Librado Andrade, în arena Colisee Pepsi din orașul Québec, Canada, și își păstrează centura de campion IBF la categoria supermijlocie. O victorie categorică, eliminând dubiile din meciul precedent al celor doi în care Bute a fost la un pas să piardă meciul în ultimele secunde din runda finală după ce Lucian dominase aproape în totalitate.
În data de 17 aprilie 2010, Lucian Bute câștigă meciul cu columbianul Edison Miranda prin KO, în runda a treia, românul păstrându-și titlul mondial al categoriei supermijlocie, în versiunea IBF.
Pe 15 octombrie 2010, Lucian Bute își păstrează centura IBF învingându-l prin TKO pe Jesse Brinkley în repriza a noua după ce anterior îl doborâse de două ori, în reprizele a cincea și a opta.
Pe data de 9 iulie 2011 Lucian Bute s-a înfruntat pentru prima dată în România, apărându-și centura, cu francezul Jean-Paul Mendy, în sala Romexpo din București, unde a reușit să câștige meciul prin KO în repriza a 4-a după un croșeu scurt de stânga. Acesta a fost cel mai urmărit meci de box din istoria televiziunii din România, peste 4.5 milioane de oameni urmărind meciul.

## Rezultatele înregistrate în cariera profesionistă în box
| 32 Victorii (25 victorii înainte de limită, 7 decizii), 5 Înfrângeri (2 înainte de limită, 2 decizie, 1 prin descalificare), 0 Egalități |

| Rez.       | La general | Oponent             | Tip | Runda, timp   | Data       | varsta           | Locație                                              | Note |
| ---------- | ---------- | ------------------- | --- | ------------- | ---------- | ---------------- | ---------------------------------------------------- | --- |
| Înfrângere | 32–5       | Eleider Álvarez     | TKO | 5 (12), 2:22  | 2017-02-24 | 36 ani, 362 zile | Videotron Centre, Quebec City, Quebec, Canada        | Pentru titlul WBC Silver la categoria semigrea.                                                                                  |
| Înfrângere | 32–4       | Badou Jack          | DQ  | 12            | 2016-04-30 | 36 ani, 62 zile  | D.C. Armory, Washington, D.C., U.S.                  | Pentru titlul WBC la categoria supermijlocie.; Inițial MD, mai târziu schimbat la DQ după ce Bute a eșuat la un test de droguri. |
| Înfrângere | 32–3       | James DeGale        | UD  | 12            | 2015-11-28 | 35 ani, 273 zile | Videotron Centre, Quebec City, Quebec, Canada        | Pentru titlul IBF la categoria supermijlocie.                                                                                    |
| Victorie   | 32–2       | Andrea Di Luisa     | TKO | 4 (10), 1:53  | 2015-08-15 | 35 ani, 168 zile | Bell Centre, Montreal, Quebec, Canada                | |
| Înfrângere | 31–2       | Jean Pascal         | UD  | 12            | 2014-01-18 | 33 ani, 324 zile | Bell Centre, Montreal, Quebec, Canada                | Pierde titlul NABF la categoria semigrea.                                                                                        |
| Victorie   | 31–1       | Denis Grachev       | UD  | 12            | 2012-11-03 | 32 ani, 249 zile | Bell Centre, Montreal, Quebec, Canada                | Câștigă titlul NABF la categoria semigrea.                                                                                       |
| Înfrângere | 30–1       | Carl Froch          | TKO | 5 (12), 1:05  | 2012-05-26 | 32 ani, 88 zile  | Nottingham Arena, Nottingham, Anglia                 | Pierde titlul IBF la categoria supermijlocie.                                                                                    |
| Victorie   | 30–0       | Glen Johnson        | UD  | 12            | 2011-11-05 | 31 ani, 250 zile | Colisée Pepsi, Quebec City, Quebec, Canada           | Păstrează titlul IBF la categoria supermijlocie.                                                                                 |
| Victorie   | 29–0       | Jean-Paul Mendy     | KO  | 4 (12), 2:48  | 2011-07-09 | 31 ani, 131 zile | Romexpo, București, România                          | Păstrează titlul IBF la categoria supermijlocie.                                                                                 |
| Victorie   | 28–0       | Brian Magee         | TKO | 10 (12), 2:04 | 2011-03-19 | 31 ani, 19 zile  | Bell Centre, Montreal, Quebec, Canada                | Păstrează titlul IBF la categoria supermijlocie.                                                                                 |
| Victorie   | 27–0       | Jesse Brinkley      | KO  | 9 (12), 2:48  | 2010-10-15 | 30 ani, 229 zile | Bell Centre, Montreal, Quebec, Canada                | Păstrează titlul IBF la categoria supermijlocie.                                                                                 |
| Victorie   | 26–0       | Edison Miranda      | TKO | 3 (12), 1:22  | 2010-04-17 | 30 ani, 48 zile  | Bell Centre, Montreal, Quebec, Canada                | Păstrează titlul IBF la categoria supermijlocie.                                                                                 |
| Victorie   | 25–0       | Librado Andrade     | KO  | 4 (12), 2:57  | 2009-11-28 | 29 ani, 273 zile | Colisée Pepsi, Quebec City, Quebec, Canada           | Păstrează titlul IBF la categoria supermijlocie.                                                                                 |
| Victorie   | 24–0       | Fulgencio Zúñiga    | TKO | 4 (12), 2:25  | 2009-03-13 | 29 ani, 13 zile  | Bell Centre, Montreal, Quebec, Canada                | Păstrează titlul IBF la categoria supermijlocie.                                                                                 |
| Victorie   | 23–0       | Librado Andrade     | UD  | 12            | 2008-10-24 | 28 ani, 239 zile | Bell Centre, Montreal, Quebec, Canada                | Păstrează titlul IBF la categoria supermijlocie.                                                                                 |
| Victorie   | 22–0       | William Joppy       | TKO | 10 (12), 1:08 | 2008-02-29 | 28 ani, 1 zi     | Bell Centre, Montreal, Quebec, Canada                | Păstrează titlul IBF la categoria supermijlocie.                                                                                 |
| Victorie   | 21–0       | Alejandro Berrio    | TKO | 11 (12), 1:27 | 2007-10-19 | 27 ani, 233 zile | Bell Centre, Montreal, Quebec, Canada                | Câștigă titlul IBF la categoria supermijlocie.                                                                                   |
| Victorie   | 20–0       | Sakio Bika          | UD  | 12            | 2007-06-15 | 27 ani, 107 zile | Bell Centre, Montreal, Quebec, Canada                | Meci eliminatoriu pentru titlul IBF categoria supermijlocie.                                                                     |
| Victorie   | 19–0       | Sergey Tatevosyan   | UD  | 12            | 2007-01-26 | 26 ani, 332 zile | Bell Centre, Montreal, Quebec, Canada                | |
| Victorie   | 18–0       | James Obede Toney   | TKO | 8 (12), 2:49  | 2006-09-15 | 26 ani, 199 zile | Bell Centre, Montreal, Quebec, Canada                | |
| Victorie   | 17–0       | Lolenga Mock        | UD  | 12            | 2006-05-16 | 26 ani, 77 zile  | Bell Centre, Montreal, Quebec, Canada                | |
| Victorie   | 16–0       | Andre Thysse        | UD  | 12            | 2006-03-24 | 26 ani, 24 zile  | Bell Centre, Montreal, Quebec, Canada                | |
| Victorie   | 15–0       | Donnell Wiggins     | KO  | 2 (12), 2:53  | 2005-12-02 | 25 ani, 277 zile | Bell Centre, Montreal, Quebec, Canada                | |
| Victorie   | 14–0       | Kabary Salem        | TKO | 8 (12), 3:00  | 2005-09-16 | 25 ani, 200 zile | Bell Centre, Montreal, Quebec, Canada                | |
| Victorie   | 13–0       | Jose Spearman       | KO  | 8 (12), 2:13  | 2005-06-03 | 25 ani, 95 zile  | Maurice Richard Arena, Montreal, Quebec, Canada      | |
| Victorie   | 12–0       | Donny McCrary       | KO  | 4 (12), 2:10  | 2005-04-21 | 25 ani, 52 zile  | Sports Hall, Galați, România                         | |
| Victorie   | 11–0       | Christian Cruz      | TKO | 12 (12), 2:18 | 2005-03-18 | 25 ani, 18 zile  | Bell Centre, Montreal, Quebec, Canada                | |
| Victorie   | 10–0       | Carl Handy          | TKO | 4 (12), 2:09  | 2005-02-19 | 24 ani, 357 zile | Pavillon de la Jeunesse, Quebec City, Quebec, Canada | |
| Victorie   | 9–0        | Dingaan Thobela     | TKO | 4 (8), 1:22   | 2004-12-03 | 24 ani, 279 zile | Bell Centre, Montreal, Quebec, Canada                | |
| Victorie   | 8–0        | Norman Johnson      | TKO | 2 (6), 1:19   | 2004-11-01 | 23 ani, 246 zile | The Roxy, Boston, Massachusetts, U.S.                | |
| Victorie   | 7–0        | Willard Lewis       | TKO | 3 (8), 3:00   | 2004-10-30 | 24 ani, 245 zile | Le Medley, Montreal, Quebec, Canada                  | |
| Victorie   | 6–0        | Rico Cason          | TKO | 2 (6), 2:43   | 2004-10-16 | 24 ani, 231 zile | Club Ovation, Boynton Beach, Florida, U.S.           | |
| Victorie   | 5–0        | Tyler Hughes        | TKO | 3 (6), 2:46   | 2004-07-24 | 24 ani, 56 zile  | Boardwalk Hall, Atlantic City, New Jersey, U.S.      | |
| Victorie   | 4–0        | Zane Marks          | TKO | 1 (4), 2:35   | 2004-04-24 | 24 ani, 56 zile  | Colisée Pepsi, Quebec City, Quebec, Canada           | |
| Victorie   | 3–0        | Jean Pascal Service | KO  | 1 (4), 1:48   | 2004-03-20 | 24 ani, 21 zile  | Montreal Casino, Montreal, Quebec, Canada            | |
| Victorie   | 2–0        | Darin Johnson       | TKO | 1 (4), 2:50   | 2003-12-20 | 23 ani, 295 zile | Bell Centre, Montreal, Quebec, Canada                | |
| Victorie   | 1–0        | Robert Muhammad     | TKO | 2 (4), 2:05   | 2003-11-22 | 23 ani, 267 zile | Bell Centre, Montreal, Quebec, Canada                | |